# Rasy królika

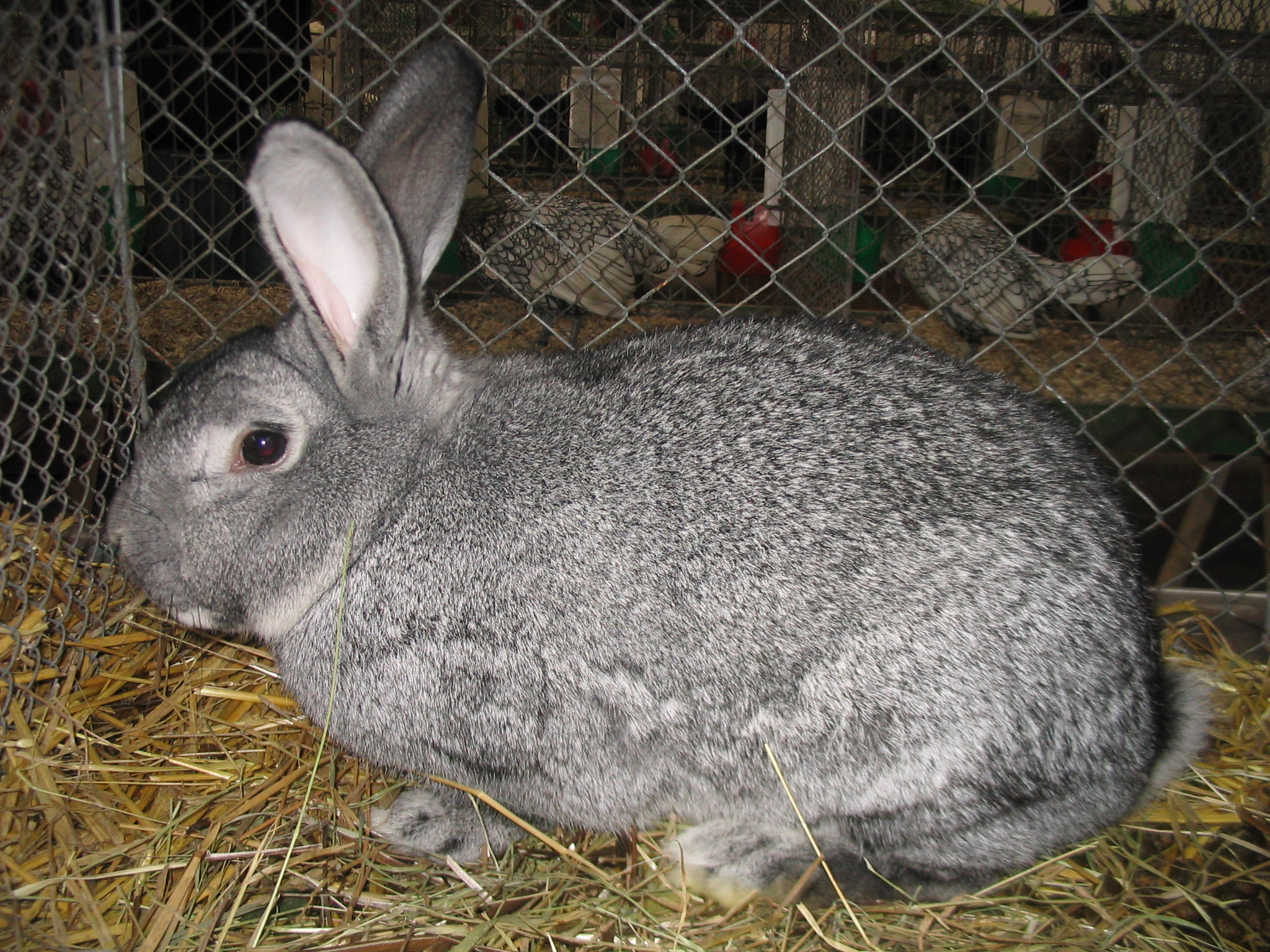
Królik szynszylowy

Rasy królika – rasy królika domowego. W wyniku doboru sztucznego wyhodowano około 100 ras, znacznie różniących się od siebie wielkością, masą ciała, ubarwieniem i długością włosów, proporcjami uszu i kończyn, czasem wybitnie różniących się od formy dzikiej (zwłaszcza rasy miniaturowe, coraz częściej hodowane w roli zwierząt domowych). Największe króliki rasy olbrzym belgijski osiągają masę ciała ponad 12 kg, najmniejsze króliki miniaturowe nie przekraczają 1 kg. Rasy dzieli się pod względem rozmiarów (duże – ponad 5,5 kg, średnie – 3,5 do 5,5 kg i małe, w tym również miniaturowe), kierunku użytkowania (rasy użytkowe: mięsne, futerkowo-mięsne, futerkowe, wełniste, laboratoryjne i amatorskie) i struktury okrywy włosowej (normalnowłose, krótkowłose i długowłose).
Podobnie jak rasy psów, rasy królików były głównie tworzone sztucznie przez człowieka, w różnych wiekach i dla różnych celów i różnią się cechami fizycznymi, wymogami hodowli lub opieki oraz temperamentem, tak jak rasy psów. Amerykańskie Stowarzyszenie Hodowców Królików (ang.: American Rabbit Breeders Association) wyróżniło 50 ras tych zwierząt w Stanach Zjednoczonych. Na całym świecie jest ich znacznie więcej. Poniżej lista ras i odmian, które w Polsce są objęte wzorcem (opracowanym przez Centralną Stację Hodowli Zwierząt w likwidacji).

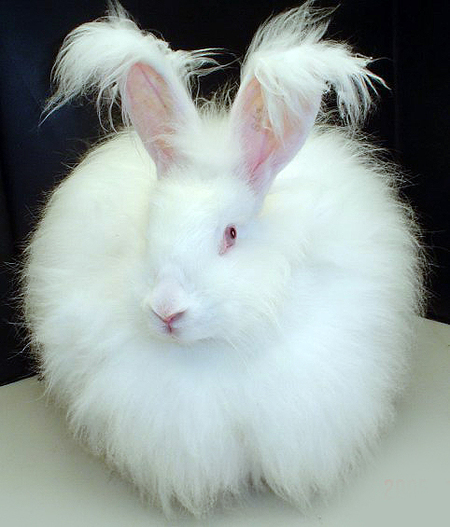
Królik rasy angora

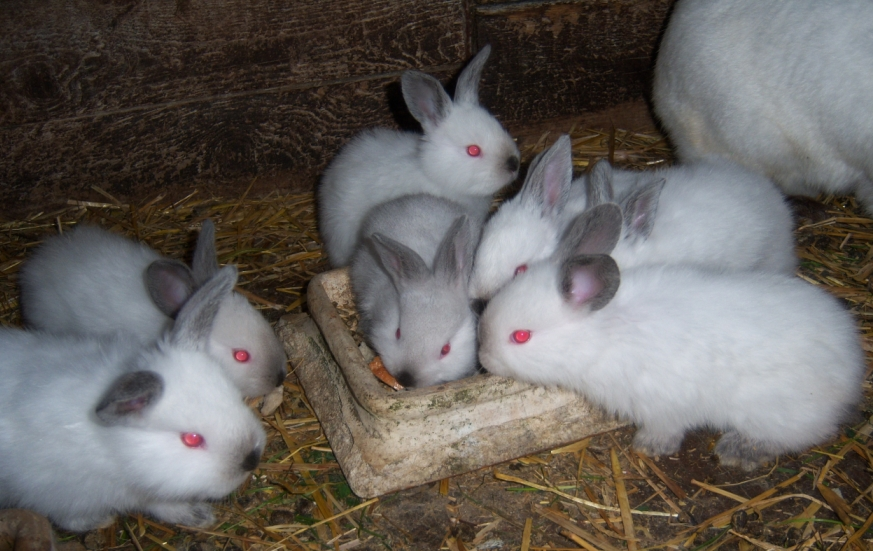
Małe króliki kalifornijskie

| Nazwa rasy                  | Skrót     | Uwagi     |
| rasy duże                   | rasy duże | rasy duże |
| --------------------------- | --------- | --------- |
| belgijski olbrzym           | BO        |           |
| belgijski olbrzym biały     | BOB       |           |
| olbrzym srokacz             | OS        |           |
| francuski baran             | FB        |           |
| morawski niebieski          | MN        |           |
| rasy średnie                |           |           |
| angielski baran             | AB        |           |
| wielki jasnosrebrzysty      | WJS       |           |
| niemiecki wielki srebrzysty | NWS       |           |
| szynszyl wielki             | SZW       |           |
| meklemburski srokacz        | MS        |           |
| wiedeński niebieski         | WN        |           |
| wiedeński czarny            | WC        |           |
| wiedeński biały             | WB        |           |
| wiedeński szary             | WS        |           |
| wiedeński niebieskoszary    | WNS       |           |
| burgundzki                  | Bu        |           |
| nowozelandzki czerwony      | NC        |           |
| nowozelandzki biały         | NB        |           |
| hotot                       | HT        |           |
| kuna wielka                 | KW        |           |
| syjamski wielki             | SW        |           |
| kalifornijski               | K         |           |
| zempliński                  | ZE        |           |
| japoński                    | J         |           |
| czeski separator            | CL        |           |
| czeski srokacz              | CS        |           |
| alaska                      | A         |           |
| hawana                      | H         |           |
| turyngski                   | TU        |           |
| podbielany                  | Pb        |           |
| zajęczak                    | Z         |           |
| zajęczak podpalany czarny   | Zpc       |           |
| zajęczak biały czeronooki   | Zbc       |           |
| termondzki biały            | TB        |           |
| rasy małe                   |           |           |
| mały baran                  | MB        |           |
| szynszyl mały               | SM        |           |
| deilenar                    | DL        |           |
| marburski                   | MA        |           |
| kuna                        | KN        |           |
| syjamski                    | SJ        |           |
| ryś                         | RS        |           |
| perłowy                     | PE        |           |
| srebrzysty mały             | SM        |           |
| holenderski                 | H         |           |
| angielski srokacz           | AS        |           |
| podpalany                   | P         |           |
| jasnopopielaty              | JP        |           |
| rosyjski                    | R         |           |
| roński                      | RH        |           |
| karzełki                    |           |           |
| Karzełek baran              | KBR       |           |
| Hermelin                    | HE        |           |
| Hermelin czerwonooki        | HEC       |           |
| Hermelin niebieskooki       | HEN       |           |
| Karzełek                    | KR        |           |
| Karzełek zajęczak           | KRZ       |           |
| Rasy Krótkowłose            |           |           |